# An Cốc
Làng An Cốc là một ngôi làng nằm cách trung tâm thành phố Hà Nội khoảng 35 km về hướng Nam, thuộc địa phận xã Hồng Minh, huyện Phú Xuyên, tỉnh Hà Tây (nay là Hà Nội).
Làng nổi tiếng cả nước với nghề làm bảy loại giấy dó truyền thống. Vào thời xưa, ông tổ nghề giấy của làng đi sứ ở Trung Quốc, và học nghề làm giấy đem nghề về truyền dạy cho dân làng. Sau đó ông đã lên kinh thành Thăng Long - Hà Nội truyền dạy nghề làm giấy dó cho dân làng Nghĩa Đô (Cầu Giấy), làng Yên Thái (Bưởi)...